# サンチョ1世 (アラゴン王)

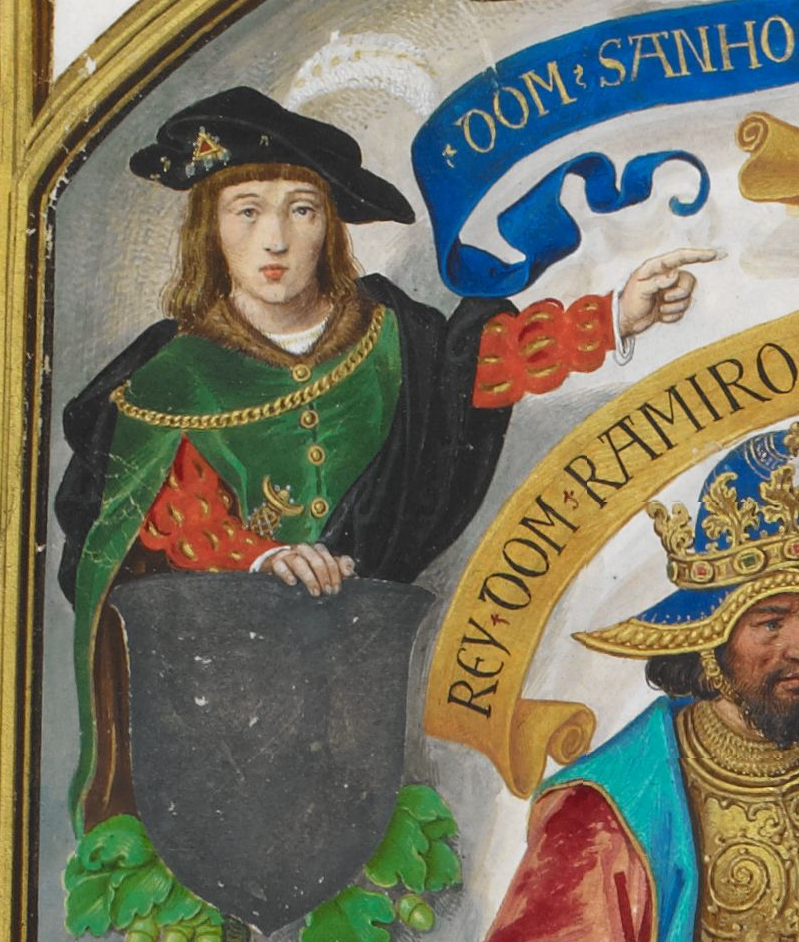
サンチョ1世（1530年代画）

サンチョ1世（スペイン語：Sancho I, 1042年頃 - 1094年6月4日）は、アラゴン王国の国王（在位：1063年 - 1094年）、後に兼ナバラ王（ナバラ王としてはサンチョ5世、在位：1076年 - 1094年）。サンチョ・ラミレス（Sancho Ramírez）とも呼ばれる。アラゴン王ラミロ1世の息子。

## 生涯
1063年、父がタイファ（イスラム教国）の1つ・サラゴサ王国とカスティーリャの連合軍に敗れ戦死、アラゴン王位に即いた。
翌1064年、ローマ教皇アレクサンデル2世がイスラム教に対する十字軍を招集するとすぐさま応じ、バルバストロはアキテーヌ公ギヨーム8世らが参加した十字軍に陥落させられた（ただしアラゴンは関与せず）。サンチョ1世は戦後教皇を始め西欧との結び付きを深め、1068年に教皇への臣従を宣言、1071年にローマ式典礼を用い、1077年と1088年には教皇グレゴリウス7世とウルバヌス2世にも臣従して教皇の後ろ盾を得た。また自身の再婚を通しフランス貴族と姻戚関係を築き、彼等のスペイン流入を促した。こうしてフランスから来たレコンキスタに向かう貴族らの助けで、サンチョ1世は1083年のグラウス、1089年のモンソン征服など領土拡大を進めた。
しかし1067年、2人の従兄弟でカスティーリャ王サンチョ2世とナバラ王サンチョ4世が争い、劣勢のサンチョ4世に助けを求められサンチョ1世はサンチョ2世と戦った（三サンチョの戦い）が、ナバラ・アラゴンは敗れカスティーリャがナバラから領土を一部奪い取った。
1076年、ナバラ王サンチョ4世が弟によって暗殺されるとすかさず攻め入った。サンチョ1世は同じく王位を求めてナバラに侵入したカスティーリャ王アルフォンソ6世（サンチョ2世の弟）を破り、サンチョ5世としてナバラ王に即位したのである。一方サンチョ4世の王子ガルシアも亡命先のカスティーリャ＝レオン王国でナバラ王即位を宣言したが、領土を奪還することはできなかった。
ナバラ王に即位してからは都市成立にも手を貸し、ハカに司教座を設置、翌1077年にフエロを与え外国人や商人・職人定住を図った。だが宿願である領土拡大は継続、南と西に征服を推し進め、1094年にウエスカを包囲、同年6月4日に包囲中に死去した。王位に即いた長子のペドロ1世がウエスカ包囲を続け、2年後の1096年11月21日に降伏させた。

## 家族
1065年頃にウルジェイ伯アルメンゴル3世の娘イザベルと結婚し、1男をもうけたが、1071年離婚した。
- ペドロ1世（1068年頃 - 1104年） - アラゴン・ナバラ王

1076年にルシー伯イルドゥアン4世の娘フェリシーと結婚し、2男をもうけた。
- アルフォンソ1世（1073年/1074年 - 1134年） - アラゴン・ナバラ王
- ラミロ2世（1086年 - 1157年） - アラゴン王